# Joachim Bottieau
Pour les articles homonymes, voir Bottieau.
Joachim Bottieau, né le 20 mars 1989, est un judoka belge qui évolue d'abord dans la catégorie des moins de 73 kg (mi-légers), puis dans la catégorie des 81 kg (moyen) et enfin dans la catégorie des moins de 90 kg (lourd-léger).

## Biographie
Il est formé au Judo club du Grand-Hornu où son père, Yves Bottieau, enseigne. 
Son frère aîné Jean-Yves et son frère cadet Jeremie sont également judokas. Les trois frères ont tous les trois remporté le championnat de Belgique de judo. Ils ont également remporté un titre de championnat de Belgique par équipe avec le Judo club Grand-Hornu. 
En junior, Joachim Bottieau décroche deux médailles de bronze aux championnats d'Europe junior. Il remporte également le tournoi de Russie junior à Saint-Pétersbourg. 
Senior, il remportera plusieurs belles victoires notamment au Grand Prix de Düsseldorf (2015, 2016). Il parvient également en finale du Masters 2016 à Guadalajara (Mexique), épreuve qui réunit le top 16 du ranking mondial de chaque catégorie.  Il est alors n°6 au ranking mondial des -81 kg, son meilleur classement jamais effectué. 
Il participe en 2012 aux Jeux olympiques de Londres après avoir décroché in extremis sa qualification par une démaille de bronze aux Championnats d'Europe à Chelyabinsk (Russie). Lors du tournoi olympique, il est éliminé lors de la dernière phase qualificative. 
En 2016, il se qualifie pour les Jeux olympiques de Rio en étant repris dans les têtes de série du tournoi. Il est battu au deuxième tour du tournoi. 
Joachim termine sa carrière internationale en -90 kg où il réalise plusieurs belles performances, une médaille de bronze au Grand Prix d'Agadir, une cinquième place au Grand Slam de Düsseldorf et une médaille d'argent à l'European Cup de Cluj Napoca (Roumanie).

## Palmarès
Dans la catégorie mi-moyens (-81 kg) :
- Médaille de bronze au Tournoi World Cup de Varsovie 2011.
- Médaille d'or au Tournoi World Cup de São Paulo 2011.
- Médaille de bronze au Tournoi World Cup de Tbilissi 2012.
- Médaille de bronze aux championnats d'Europe 2012.
- Médaille de bronze au Tournoi World Cup de Lisbonne 2012.
- Médaille de bronze aux championnats d'Europe 2013.
- Médaille d'or au Tournoi World Cup de Bucarest 2013.
- Médaille d'argent au Tournoi Grand Prix de Jeju 2014.
- Médaille d'or au Tournoi Grand Prix de Düsseldorf 2015.
- Médaille d'or au Tournoi Grand Prix de Düsseldorf 2016.
- Médaille de bronze au Tournoi Grand Prix de Samsun 2016.
- Médaille d'argent au Masters de Guadalajara 2016.
- Médaille d'or au Tournoi World Cup de Bucarest 2017.

Dans la catégorie moyens (-90 kg) :
- Médaille de bronze au Tournoi Grand Prix d'Agadir 2018.
- Médaille d'argent au Tournoi World Cup de Cluj 2019.

|                         | Cat.   | 2006 | 2007 | 2008 | 2009 | 2010 | 2011 | 2012 | 2013 | 2014 | 2015 | 2016 | 2017 | 2018 | 2019 |
| ----------------------- | ------ | ---- | ---- | ---- | ---- | ---- | ---- | ---- | ---- | ---- | ---- | ---- | ---- | ---- | ---- |
| Jeux olympiques         | -81 kg | x    | x    | -    | x    | x    | x    | 9e   | x    | x    | x    | 17e  | x    | x    | x    |
| Championnats du monde   | -81 kg | x    | -    | x    | -    | 17e  | 17e  | x    | 7e   | 17e  | 17e  | x    | 17e  | -    |      |
| Championnats d'Europe   | -81 kg | -    | -    | -    | -    | -    | 17e  | 3e   | 3e   | 17e  | 33e  | 7e   | -    |      |      |
| Championnats d'Europe   | -90 kg |      |      |      |      |      |      |      |      |      |      |      |      | 17e  | 17e  |
| Championnat de Belgique | -73 kg | 3e   | 3e   | -    |      |      |      |      |      |      |      |      |      |      |      |
| Championnat de Belgique | -81 kg |      |      |      | 1er  | 2e   | -    | 1er  | -    |      |      |      |      |      |      |
| Championnat de Belgique | -90 kg |      |      |      |      |      |      |      |      | 1er  | 1er  | -    | 2e   | 1er  |      |